# Heather Brooke

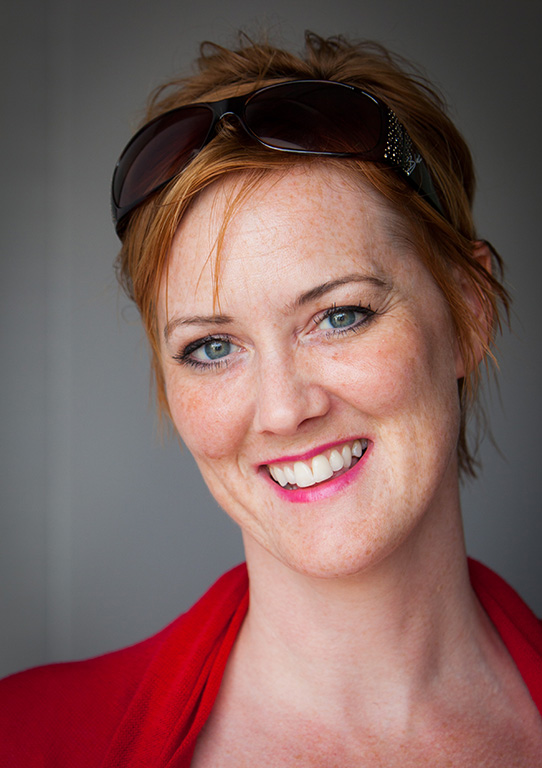
Heather Brooke

Heather Brooke (ur. 1970) – amerykańska dziennikarka.

## Wczesne życie
Urodziła się w Pensylwanii, w Stanach Zjednoczonych. Jako nastolatka przeniosła się do Anglii, ale wróciła do Stanów Zjednoczonych, gdy miała 15 lat. Uczęszczała do University of Washington, gdzie ukończyła studia w 1992 roku z podwójnym stopniem w dziennikarstwie i nauki politycznej.

## Kariera
Była redaktorką gazety Spartanburg Herald-Journal, gdzie donosiła o przypadkach morderstw ujawnionych w Karolinie Południowej. W gazecie opisała ponad 300 morderstw. Potem zrobiła przerwę w dziennikarstwie. Kiedy jej matka zginęła w wypadku samochodowym w 1996 roku, a jej ojciec przeniósł się z powrotem do Anglii, Heather Brooke również się tam przeprowadziła. Wraz z uchwaleniem ustawy o swobodzie informacji w 2000 roku rozpoczęła pracę nad książką którą wydała pt. Twoje prawo wiedzieć, książka została ponownie wydana w październiku 2004 roku. W 2009 roku doprowadziła do ujawnienia skandalu związanego z nagminnym nadużywaniem przez brytyjskich posłów prawa do refundacji z kasy państwowej. Z powodu skandalu Michael Martin podał się do dymisji.